# Kjell Norberg
Kjell Vilhelm Norberg, född 20 maj 1930 i Kungsholms församling, Stockholm, död 5 april 2004 i Helga Trefaldighets församling, Uppsala, var en svensk arkitekt. Han var son till Karl Norberg.
Norberg utexaminerades från Kungliga Tekniska högskolan i Stockholm 1959. Han var anställd hos arkitekt Nils Lönnroth i Stockholm, på länsarkitektkontoret i Uppsala och hos arkitekt Gösta Wikforss i Uppsala. Åren 1964–1979 var han stadsarkitekt i Björklinge, Vattholma, Västlands och Österlövsta landskommuner, senare Söderfors, Hållnäs, Västlands och Österlövsta landskommuner, samt Tierps kommun. Han bedrev under denna även egen arkitektverksamhet, NOARK AB i Uppsala (tillsammans Carl-Eric Nohldén). Från 1980 bedrev han uteslutande egen arkitektverksamhet. Han ritade bland annat ett ålderdomshem i Karlholmsbruk, Tierps kommun (1967–1968) och Håstakyrkan i Hudiksvalls kommun (1982).